# 鳥居原ふれあいの館
鳥居原ふれあいの館（とりいばらふれあいのいえ）は、神奈川県相模原市緑区鳥屋にある総合交流施設である。

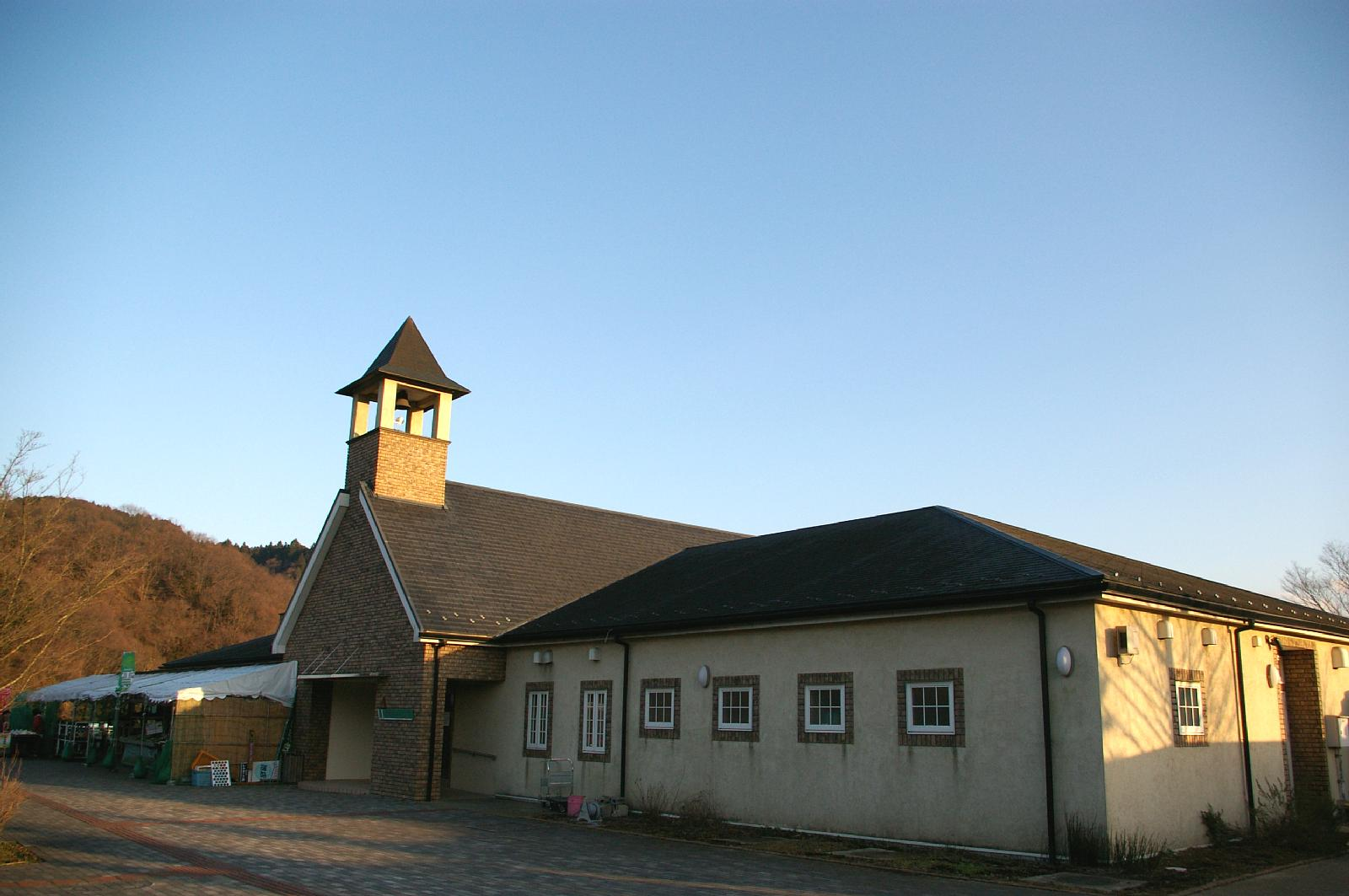
鳥居原ふれあいの館 外観

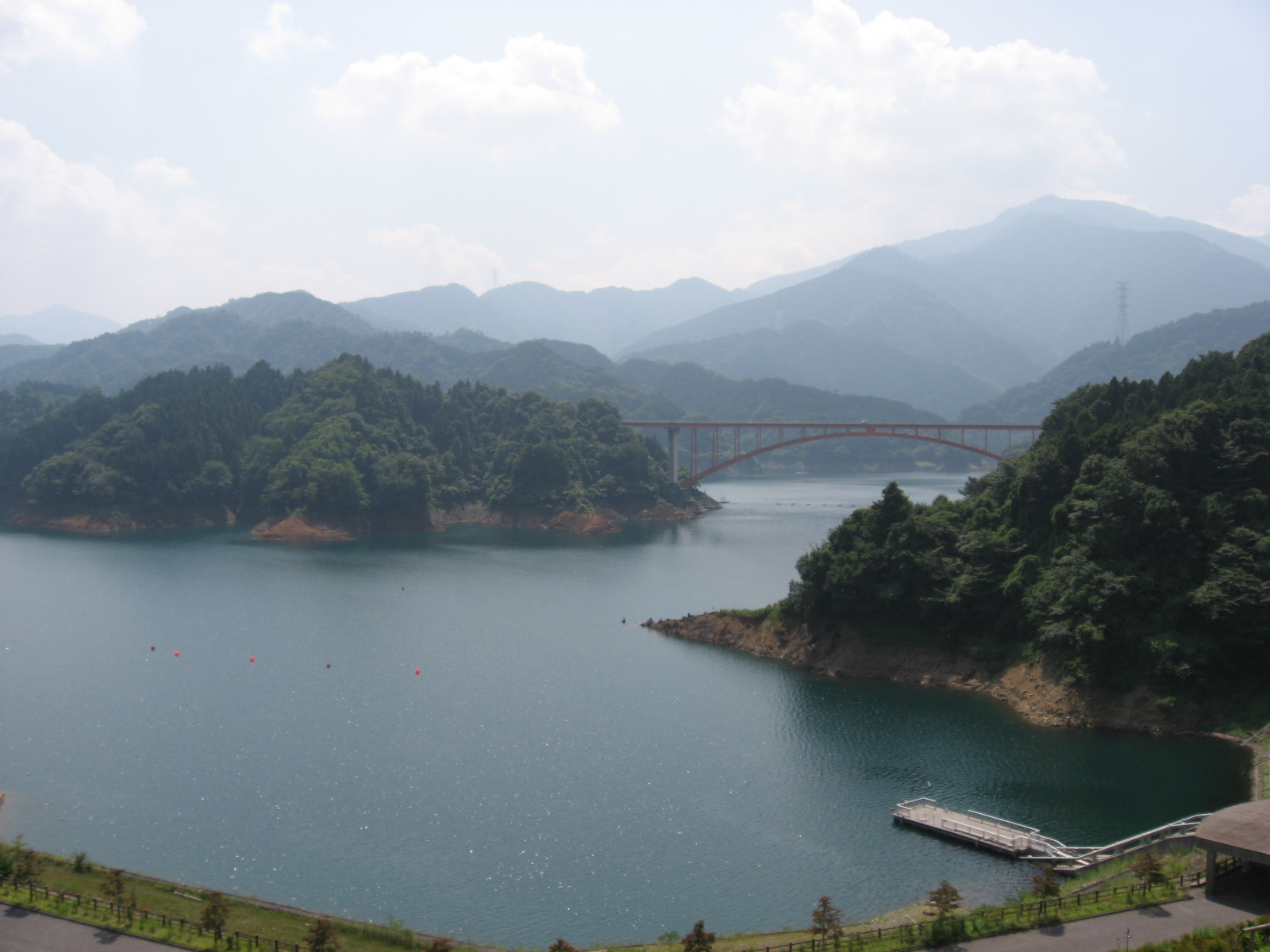
鳥居原ふれあいの館から宮ヶ瀬湖と虹の大橋。右奥の山は東峰。

宮ヶ瀬湖を一望できる鳥居原園地の中に位置し、宮ヶ瀬湖畔エリア・ダムサイトエリア（神奈川県立あいかわ公園）と並ぶ宮ヶ瀬湖の観光施設となっている。
湖越しには虹の大橋や丹沢山地等を眺めることが出来る。

## 所在地
〒252-0155 神奈川県相模原市緑区鳥屋1674

## 交通
道路
- 神奈川県道64号伊勢原津久井線
- 北岸林道

バス（神奈川中央交通）
- 橋本駅から
  - 橋07 鳥屋・鳥居原ふれあいの館行乗車、終点下車。
- 三ヶ木から（相模湖駅から乗継可能）
  - 三53 鳥屋・鳥居原ふれあいの館行乗車、終点下車。
- 本厚木駅から
  - 厚20・厚21 宮ヶ瀬行乗車、終点下車。徒歩20分程度。

以前は存在したが、現在は鳥居原 - 虹の大橋 - 宮ヶ瀬間を結ぶ路線バスはない。
土日祝日に限り、無料シャトルバスが鳥居原ふれあいの館と宮ヶ瀬、宮の平、宮ヶ瀬ダム水とエネルギー館、高取山ハイキングコース入口、愛川大橋、県立あいかわ公園の計7ヶ所を巡回運行している。運行数は6周/日だが逆向きの巡回便はないため、利便性は劣る。
ただし、上記のように両停留所間は比較的近いため、徒歩連絡する事も可能である。
また、本数は少ないが、鳥居原 - 宮ヶ瀬間を結ぶ定期遊覧船も運行している。